# Neosemidalis (Neosemidalis) monstruosa
Neosemidalis (Neosemidalis) monstruosa is een insect uit de familie van de dwerggaasvliegen (Coniopterygidae), die tot de orde netvleugeligen (Neuroptera) behoort. 
Neosemidalis (Neosemidalis) monstruosa is voor het eerst wetenschappelijk beschreven door Meinander in 1972.